# Piha
Piha is een kustplaats in het noorden van Nieuw-Zeeland. Het is een van de populairste plaatsen in het gebied, en wordt met name in de zomer druk bezocht door inwoners van Auckland.

## Ligging
Het ligt 28 km ten westen van het centrum van Auckland, aan de kust van de Tasmanzee, te midden van het berggebied Waitakere Ranges.
Het gebied heeft veel van de natuurlijke schoonheid en afgelegenheid behouden, zelfs met het aantal toeristen dat het te verwerken krijgt. De ruige kust en beboste Waitakere Ranges voorzien het gebied van een aantal bijzondere trektochten voor wandelaars, van makkelijk tot erg moeilijk. Vlak bij het strand is de Kitekite waterval, die niet groot is maar wel pittoresk. Er kan in alle seizoenen gezwommen worden (alhoewel het buiten het zomerseizoen wat koud kan zijn) in een meertje aan de top van de waterval. Onder bij de waterval is ruimte voor een picnic.
Ten noorden van Piha ligt Whites Beach, dat alleen te voet bereikt kan worden, net als Mercer Bay die net ten zuiden ligt. De dichtstbijzijnde stranden die via de weg te bereiken zijn zijn Karekare ten zuiden, en Anawhata ten noorden.

## Geologische informatie
Lion Rock, een steen die qua vorm lijkt op een jonge leeuw, is een natuurlijke barrière tussen noord- en zuid-stranden van Piha. De steen is onmiddellijk zichtbaar als men via de enige toegangsweg richting Piha rijdt. De steen is een icoon geworden, niet alleen voor Piha, maar voor de hele westkust van Auckland, en is het onderwerp geweest van een postzegel alsook de afbeelding op het telefoonboek van Auckland.

## Surfen

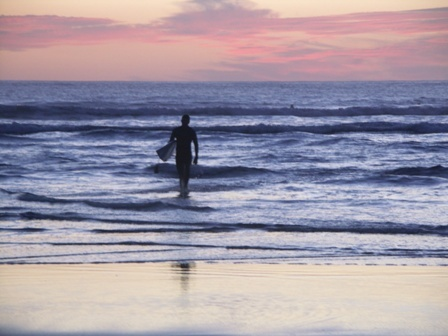
"Nog een laatste keer"

Piha is na Raglan waarschijnlijk het bekendste surfstrand, en heeft een reputatie voor goede surfomstandigheden. Hier werd in 1956 het board riding uitgevonden, en het is de plaats waar zowel nationale als internationale surfwedstrijden zijn gehouden. Het strand met het zwarte zand is berucht om de sterke stroming en het is dan ook aangeraden dat beginners tussen de rood en gele vlaggen blijven, en binnen hun limiet. Twee Surf Lifesaving clubs verzorgen de veiligheid op het strand in de zomer. United North Piha Lifeguard Service ten noorden van Lion rock, en Piha Surf Life Saving Club ten zuiden, en verzorgen de afbakening met rood en gele vlaggen zoals dit in veel landen gebeurt. Hier is ook de realityserie Surf Rescue opgenomen.

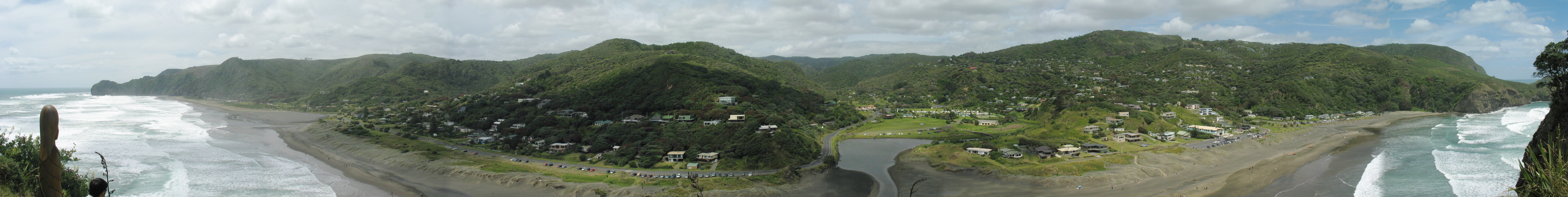
Uitzicht vanaf Lion Rock.